# 优异杜鹃
优异杜鹃（学名：Rhododendron mimetes）为杜鹃花科杜鹃花属下的一个种。

## 扩展阅读
- 維基物種上的相關：优异杜鹃